# Phalota obscura
Phalota obscura é uma espécie de cerambicídeo, endêmica da Austrália.

## Biologia
Os adultos têm um comprimento que varia de 6,5 a 7 mm. Apresentam atividade durante o período de outubro a fevereiro. Se alimentam das plantas dos gêneros Acacia e Callitris.

## Taxonomia
Em 1889, a espécie foi descrita por Blackburn.

## Distribuição
A espécie é endêmica da Austrália, na qual ocorre nos estados da Austrália Meridional e Victoria.